# Ente siciliano di elettricità
L'Ente siciliano di elettricità, anche conosciuto con l'acronimo ESE, è stata un'azienda elettrica italiana dal 1947 al 1965. Ha contribuito allo sviluppo della Sicilia con la costruzione dei bacini idroelettrici e con la realizzazione delle prime infrastrutture per la rete di distribuzione elettrica.

## Storia
Venne fondata da Enrico De Nicola con D.L.C.P. del 2 gennaio 1947. Tra i suoi promotori vi furono Giovanni Selvaggi, Riccardo Lombardi e Fortunato Calcagno. La costituzione di un ente propriamente regionale si inseriva nel quadro autonomista della Sicilia del dopoguerra, andando a costituire un'azienda "regionalizzata". Esso avrebbe quindi gestito la produzione e distribuzione dell'energia elettrica in Sicilia, fino ad allora monopolio della SGES (Società Generale Elettrica della Sicilia), società privata con sede a Milano.
All'atto della costituzione, l'ESE aveva un contributo autorizzato a carico dello Stato di L. 31.705.000.000, ripartito in dieci rate uguali da iscriversi negli esercizi finanziari dal 1946-47 al 1955-56 per  l'attuazione delle opere di  irrigazione e di produzione di energia elettrica in Sicilia, previste nel suddetto decreto.
La società aveva la propria sede legale e principale a Catania.
Con decreto del Ministro per l'industria e commercio del 13 febbraio 1965, pubblicato nella Gazzetta Ufficiale del 22 febbraio 1965, l'ESE fu incorporato al neonato ENEL. La cosa creò non poche polemiche, tant'è che Francesco Coniglio, Presidente della Regione Siciliana, arrivò a citare in giudizio Aldo Moro, allora Presidente del Consiglio dei Ministri. La cosa finì in un nulla di fatto data la successiva rinunzia del presidente siciliano.

## Elenco dei direttori generali
- Lauro Chiazzese (1947-?)
- Riccardo Lombardi
- Giuseppe Messina